# Agent Recon
Agent Recon è un film statunitense del 2024 scritto, diretto, prodotto e interpretato da Derek Ting. Il film segna il ritorno cinematografico di Chuck Norris dopo 12 anni (l'ultimo film era I mercenari 2 nel 2012).

## Trama
Alastair, il comandante di una task force segreta, assolda una recluta superpotente Jin per una missione guidata dal colonnello Green per rintracciare un disturbo energetico in una base del New Mexico sospettata di sperimentare sulla tecnologia aliena.